# Епархия Салгейру
Епархия Салгейру (лат. Dioecesis Salicensis) — епархия Римско-католической церкви c центром в городе Салгейру, Бразилия. Епархия Салгейру входит в митрополию Оланды-и-Ресифи.

## История
16 июня 2010 года Святой Престол учредил епархию Салгейру, выделив её из епархий Флоресты и Петролины.

## Ординарии епархии
- епископ Magnus Henrique Lopes (16.06.2010 — по настоящее время).

## Источник
- Annuario Pontificio, Ватикан, 2007